# سيتو أوهاشي

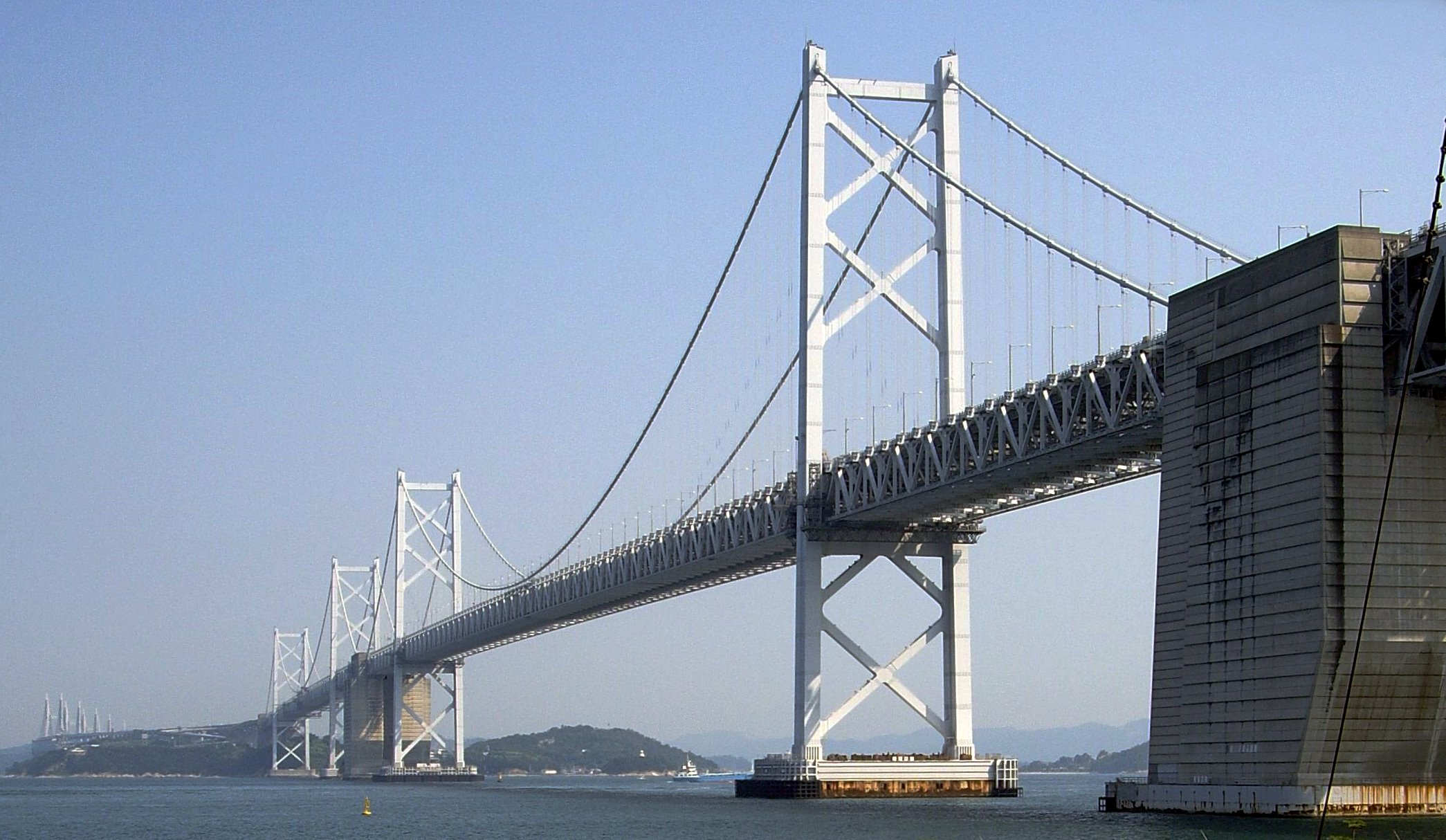
جسر سيتو أوهاشي

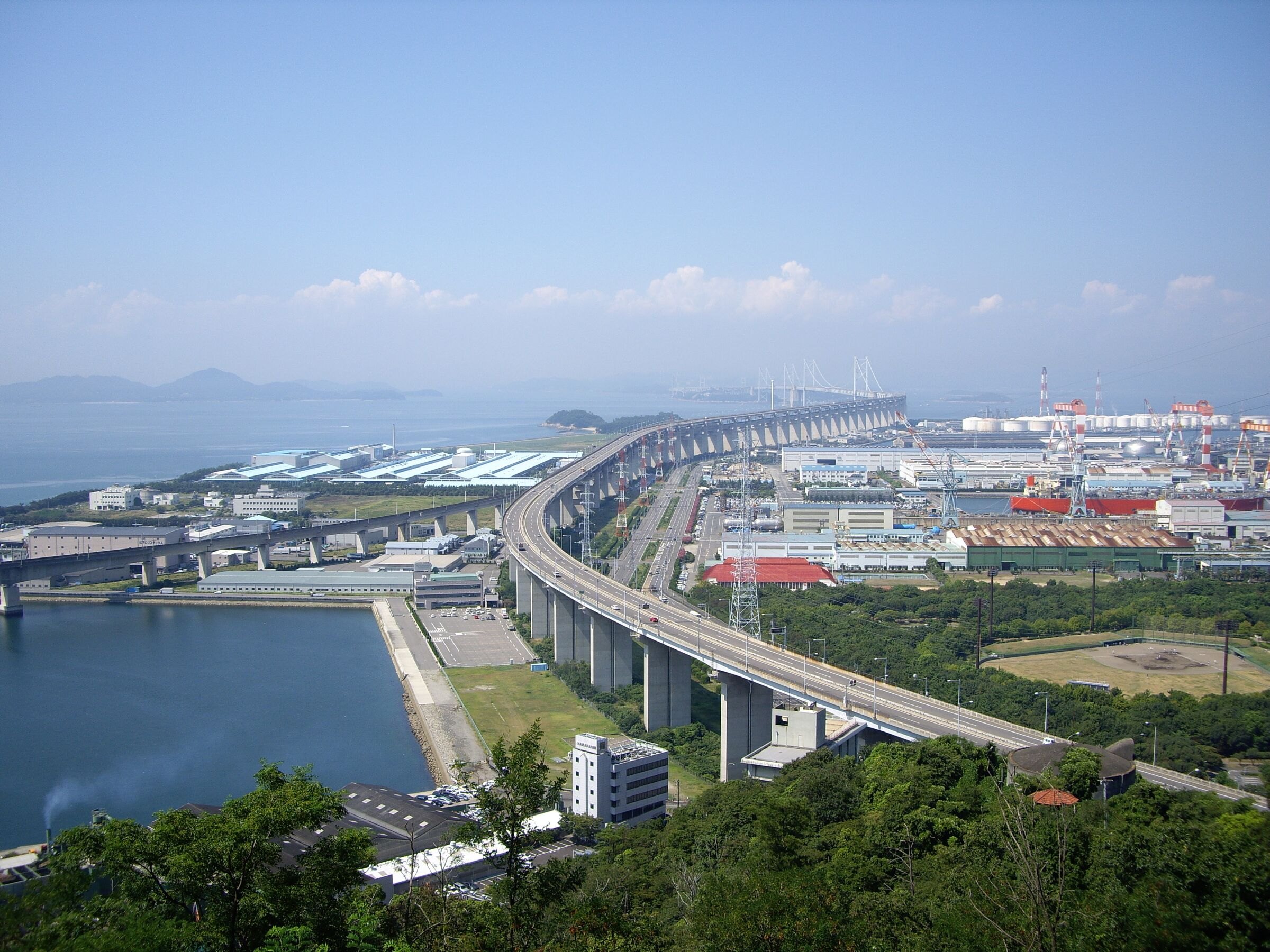
مقدمة جسر سيتو الكبير

سيتو أوهاشي (باليابانية: 瀬戸大橋) وتعني حرفياً جسر سيتو الكبير هو سلسلة من الجسور المزدوجة التي تربط محافظة أوكاياما مع محافظة كاغاوا في اليابان عبر سلسلة من خمسة جزر صغير في بحر سيتو الداخلي. بني الجسر خلال الفترة ما بين عام 1978 - 1988 وهو أحد الطرق الثلاثة التي تربط هونشو مع شيكوكو.
يبلغ طول الجسر 13.1 كم، وهو يعتبر أطول جسر من مسارين في العالم، أحدها للسيارات والآخر للقطارات. يتطلب عبور الجسر حوالي 20 دقيقة سواء بالسيارة أو بالقطار، بينما كان يتطلبب عبور المضيق بالباخرة قبل بناء الجسر حوالي الساعة.

## نظرة تاريخية
صرّح عضو البرلمان الإقليمي، جينوجو أكوبو (1849-1891)، في خطابه في حفل الافتتاح عند اكتمال أول خط للسكك الحديدية في شيكوكو -بين ماروغامي وكوتوهيرا– في عام 1889: «تُشبه مقاطعات شيكوكو الأربعة العديد من الجزر النائية، سيكون الوضع أفضل إذا ما ربطت الطرق بينها، مع التمتع بمزايا زيادة النقل وسهولة الاتصال».
ظلّت فكرة الجسر طور السبات مدة ستين عامًا. أصبحت الحاجة إلى معبر أكثر أمانًا أمرًا ضروريًا عندما تحطمت عبارة في ضباب كثيف قبالة ساحل تاكاماتسو، وفقدان 171 شخصًا في عام 1955. عُقدت اجتماعات لطرح فكرة بناء الجسر، بحلول عام 1959. بدأ العلماء البحث بعد فترة وجيزة، افتتحت هيئة البناء جسر هونشو شيكوكو، في عام 1970. ومع ذلك، تأجل العمل مدة خمس سنوات بسبب «صدمة النفط» عام 1973، وبدأ البناء بمجرد نشر تقرير التقييم البيئي في عام 1978.
استغرق المشروع عشر سنوات لإكماله بتكلفة 7 مليارات دولار، استُخدام 3.646 مليون متر مكعب (128.8 مليون قدم مكعب) من الخرسانة و 705,000 طن من الحديد الصلب في الإنشاءات. فقد 13 عاملًا حياتهم خلال العشر السنوات من البناء على الرغم من استخدام الشباك والحبال وغيرها من وسائل السلامة. فُتح الجسر أمام حركة المرور على الطرق والسكك الحديدية في 10 أبريل عام 1988.

## الجسور الأساسية
سُميت ستة جسور على حدة من الجسور الأحد عشر، على خلاف بعض الجسور الطويلة المجمعة الأخرى، مثل: جسر سان فرانسيسكو أوكلاند. الجسور الخمس الأخرى هي قناطر. الجسور الستة مُسماة من الشمال إلى الجنوب كما هي واردة في ما يلي.
جسر شيموتسوي سيتو
جسر شيموتسوي سيتو هو جسر معلق مكون من طابقين، يبلغ طول بحره الرئيس 940 مترًا (3,080 قدمًا) وطوله الإجمالي 1,400 متر (4,600 قدم)، يربط هونشو بجزيرة هيتسويشيما. يحتل المركز الثاني والعشرين في قائمة الجسور المعلقة الأكثر طولًا في العالم. يقع الجسر في أقصى شمال طريق سيتو - شيو السريع.
جسر هيتسوشيجما
جسر هيتسوشيجما هو جسر مدعوم بالكوابل مكون من طابقين، يبلغ طول بحره الرئيس 420 مترًا (1,380 قدمًا) وطوله الإجمالي 790 متر (2,590 قدم). يقع الجسر شمال جسر إواكوروجيما المماثل مباشرة.
جسر إواكوروجيما
جسر إواكوروجيما هو جسر مدعوم بالكوابل مكون من طابقين يبلغ طول بحره الرئيس 420 مترًا (1,380 قدمًا) وطوله الإجمالي 790 متر (2,590 قدم). يقع الجسر جنوب جسر هيتسوشيجما المماثل مباشرة.
جسر يوشيما
جسر يوشيما هو جسر جملوني متواصل مكون من طابقين يبلغ طول بحره الرئيس 246 مترًا (807 قدمًا) وطوله الإجمالي 847 متر (2,779 قدم). يقع الجسر جنوب جسر هيتسوشيجما وإواكوروجيما مباشرة.
جسر كيتا بيسان سيتو
جسر كيتا بيسان سيتو هو جسر معلق مكون من طابقين به قطاعان يربط بينهما مرفأ مشترك. يبلغ طول بحره الرئيس 990 مترًا (3,248 قدمًا) وطوله الإجمالي 1,538 متر (5,046 قدم). يحتل المركز التاسع عشر في قائمة الجسور المعلقة الأكثر طولًا في العالم. يقع الجسر جنوبًا بالقرب من جسر مينامي بيسان سيتو المماثل مباشرة.
جسر مينامي بيسان سيتو
جسر مينامي بيسان سيتو هو جسر معلق مكون من طابقين يبلغ طول بحره الرئيس 1,100 مترًا (3,609 قدمًا) وطوله الإجمالي 1,648 متر (5,407 قدم). يحتل المركز الثالث عشر في قائمة الجسور المعلقة الأكثر طولًا في العالم. يقع الجسر أقصى جنوب جسر سيتو الكبير. يبلغ طول طريق الجسر 93 مترًا (305 قدم) فوق مستوى سطح البحر.